# EMedicine
eMedicine es una base de conocimiento médico en línea fundada en 1996 por los médicos Scott Plantz y Richard Lavely. Fue vendida a WebMD en enero de 2006.

## Contenido
Es una página Web que contiene síntesis clínicas de enfermedades, elaboradas por expertos en salud. Está compuesta por los temas principales de 62 subespecialidades médicas. Abarcando casi todo los campos de la medicina clínica. Cada tema es escrito por un consejero certificado en el área correspondiente. Se listan todos los autores de los artículos y las referencias académicas asociadas al mismo. Alrededor de 10 000 médicos de todo el mundo han ayudado a crear su contenido. Todos los artículos son actualizados periódicamente a través de un sistema de publicación diseñado específicamente para el sitio eMedicine. Se estima que el sitio es accedido por médicos y estudiantes de medicina de aproximadamente 120 países. Las actualizaciones se realizan regularmente en el mismo tiempo que surgen nuevos avances en la medicina, todos los artículos se publican con su fecha de creación.